# Metrolínea
Metrolínea es el Sistema Integrado de Transporte Masivo del Área Metropolitana de Bucaramanga. Su construcción comenzó en 2004 durante la alcaldía de Honorio Galvis. La primera fase se inauguró el 22 de diciembre de 2009, con seis líneas en servicio: Avenida del Libertador (Diagonal 15), Autocentral, Avenida Próspero Pinzón (Avenida 27), La Cumbre, Autopista Floridablanca, Bucarica y Villabel, que suman 91 zonas de parada.
Actualmente opera la segunda fase, que abarca Piedecuesta, Ciudadela Real de Minas y la avenida Las Américas (Carrera 33), con las troncales AutoSur, Real de Minas y Las Américas.
A partir del 27 de abril de 2025, el sistema se quedó sin buses del tipo padrón tras el vencimiento del contrato con Metrocinco Plus S.A., debido a deudas acumuladas.
Ante esta situación, el Gobierno Nacional impidió la liquidación del sistema y se activó un Plan de Transición que contempla el arrendamiento de buses —especialmente para la troncal entre Portal Norte y Provenza—, mientras se trabaja en un nuevo modelo de transporte sostenible.
Además, cerca del 70 % de las estaciones del sistema están fuera de servicio o en grave deterioro, con solo 10 de las 34 estaciones originales en operación.

## Antecedentes
El Sistema Integrado de Transporte Masivo Metrolínea es un sistema de transporte que entró en funcionamiento en febrero de 2010, con un periodo de un mes de prueba para que la ciudadanía fuera conociendo el sistema en el área metropolitana de Bucaramanga.
Después de la creación en Bogotá del TransMilenio y su buena acogida, varias ciudades del país decidieron iniciar el estudio y posterior construcción de un sistema de transporte de similares características, entre ellas Bucaramanga. Este sistema, concebido para mejorar la movilidad vehicular de la ciudad y su área metropolitana, debe permitir la reducción de la contaminación de la ciudad y demás municipios que integrados al sistema. Este se basa en el concepto de autobús de tránsito rápido (BRT por sus siglas en inglés)y fue financiado por las alcaldías del área metropolitana, la Gobernación de Santander y el Gobierno nacional.
El sistema consiste en una serie de autobuses de tránsito rápido con paradas fijas en estaciones exclusivas. El costo del servicio para el año 2023 es de COP$2800 Peso colombiano. Los usuarios deberán pagar a través de una tarjeta inteligente que podrán ser compradas y recargadas por los usuarios en las taquillas de las estaciones o en los puntos de venta autorizados.

## Financiación y Operación

### Financiación
El sistema de vías y Estaciones fue financiado  por el sector público con una inversión de  COP $494.985 millones. De los cuales el Gobierno de Colombia aporto COP $346.102.548 mientras que los demás entes territoriales aportaron los restantes COP $148.882.920.